# چیزهای خوبی که از دست دادم
چیزهای خوبی که از دست دادم (انگلیسی: Some Nice Things I've Missed) آلبومی با صدای فرانک سیناترا است که در سال ۱۹۷۴ منتشر شد. تنظیم‌کننده آهنگ این ترانه گوردون جنکینز بود. 